# Pierre Outin
Pierre Outin, né le 26 janvier 1840 à Moulins et mort le 29 mai 1899 à Paris, est un peintre français.

## Biographie
Jean Pierre Outin est le fils de Pierre Outin, marchand tailleur d'habits, et d'Eulalie Lazarette Dufloux.
Élève de Lecointe et Cabanel, il débute au Salon de 1868.
En 1879, il épouse Clémence d'Hervilly; Ernest d'Hervilly, oncle de la mariée, et le peintre Eugène Viollat, sont témoins du mariage.
Il obtient une médaille de 3e classe en 1883 pour L’Emigré, puis une seconde classe avec Épisode de la déroute de Quiberon en 1889.
Il meurt à son domicile parisien de la rue de Douai le 29 mai 1899. Il est inhumé le 31 mai au Cimetière du Père-Lachaise.